# Xã Mill, Quận Grant, Indiana
Xã Mill (tiếng Anh: Mill Township) là một xã thuộc quận Grant, tiểu bang Indiana, Hoa Kỳ. Năm 2010, dân số của xã này là 10.882 người.